# Fusionsprotein
Ein Fusionsprotein (auch Hybridprotein) entsteht durch die gemeinsame Expression zweier Gene oder Genteile, die hintereinander im Genom liegen. Durch Entfernung des Stopcodons hinter dem ersten Gen oder durch eine Verschmelzung durch eine Chromosomenveränderung (z. B. eine Translokation) werden beide Gene so abgelesen, als ob es sich um ein einziges Gen handeln würde.
Ein bekanntes Fusionsprotein, das durch eine Translokation natürlich entstehen kann, ist das BCR-ABL-Genprodukt, welches als Ursache der Chronischen myeloischen Leukämie (CML) angesehen wird. Das dabei entstehende verkürzte Chromosom 22 ist als Philadelphia-Chromosom bekannt.
In der Biochemie werden künstlich erzeugte Fusionsproteine häufig dazu genutzt, um im Zuge eines Protein-Engineering z. B. die subzelluläre Lokalisation eines bestimmten Genprodukts zu untersuchen oder um ein Protein leichter aufzuspüren (Protein-Tag). Dabei kommen als sogenannte Reporterproteine häufig fluoreszierende Proteine zum Einsatz, die dann C- oder N-terminal mit dem zu untersuchenden Protein fusioniert werden. Die Bezeichnung Fusionsprotein wird gelegentlich auch für ein fusogenes Protein verwendet.